# Bajt Džalá
Bajt Džalá (arabsky  بيت جالا‎, Bejt Džala) je město na Západním břehu Jordánu v Betlémském governorátu. Je spravováno vládou Státu Palestina. Všichni obyvatelé jsou Palestinští Arabové, 60 % z nich jsou křesťané (většinou řecko-ortodoxní) a 40 % jsou muslimové. Pod městem prochází v 900 m dlouhém tunelu obchvat izraelské dálnice 60. Ve městě se nachází nemocnice. Nedaleko města se nachází klášter Cremisan, který je proslavený výrobou vína. Izraelská bezpečnostní bariéra hrozí oddělit klášter Cremisan od sousedního salesiánského kláštera a ztížit přístup místních obyvatel na toto území. 57 křesťanských rodin přijde o své pozemky, pokud bude bariéra vybudována.